# Helena Takalo
Anni Helena Kivioja-Takalo, née le 28 octobre 1947 à Nivala, est une fondeuse finlandaise.

## Biographie
Déjà en 1967, elle se classe deuxième du dix kilomètres aux Jeux du ski de Lahti. Elle remporte cette épreuve en 1970.
Elle prend part aux Jeux olympiques à quatre reprises, remportant un titre (cinq kilomètres en 1976 à Innsbruck), trois médailles d'argent (dix kilomètres en 1976, relais en 1972 à Sapporo et 1976) et une médaille de bronze (dix kilomètres en 1980.
Elle est similairement prolifique aux Championnats du monde, montant sur son premier podium à ses débuts (1970) avec la médaille de bronze en relais. Quatre ans plus tard, c'est en individuel au dix kilomètres qu'elle gagne sa deuxième médaille de bronze. Les Championnats du monde 1978 est sa compétition la plus aboutie, remportant le titre sur le cinq kilomètres, le relais et la médaille de bronze sur le vingt kilomètres, nouvelle épreuve au programme. Elle est élue cette année athlète finlandais de l'année.
Gagnante du cinq kilomètres au Festival du ski de Holmenkollen en 1976, elle reçoit la Médaille Holmenkollen en 1977, pour l'ensemble de ses performances sportives. Nationalement, elle remporte six titres individuels et est active en athlétisme (piste et cross-country).
Elle prend sa retraite internationale en 1982, après une saison sans réussite.

## Palmarès

### Jeux olympiques
| Épreuve / Édition | Grenoble 1968 | Sapporo 1972 | Innsbruck 1976 | Lake Placid 1980 |
| 5 km              | 22e           | 9e           | Or             | 8e               |
| 10 km             | Abandon       | 5e           | Argent         | Bronze           |
| Relais 4 × 5 km   |               | Argent       | Argent         | 5e               |

### Championnats du monde
| Épreuve / Édition | Vysoke Tatry 1970                | Falun 1974                       | Lahti 1978 | Oslo 1982 |
| 5 km              |                                  |                                  | Or         |           |
| 10 km             |                                  | Bronze                           | 13e        |           |
| 20 km             | Épreuve inexistante à cette date | Épreuve inexistante à cette date | Bronze     |           |
| 4 × 5 km          | Bronze                           | 4e                               | Or         | 4e        |

### Coupe du monde
- 47e du classement général en 1982.